# São João da Fresta
São João da Fresta is een plaats (freguesia) in de Portugese gemeente Mangualde en telt 281 inwoners (2001).